# Ẓ
Das Ẓ (kleingeschrieben ẓ) ist ein Buchstabe des lateinischen Schriftsystems. Er besteht aus einem Z mit Unterpunktakzent.
In der DMG-Umschrift stellt das Ẓ ein emphatisches Z dar und transliteriert das arabische Schriftzeichen ﻅ. Andere Sprachen wie die Berbersprachen, die auch ein emphatisches Z kennen, verwenden das Ẓ ebenfalls für diesen Laut.

## Darstellung auf dem Computer
Unicode enthält das Ẓ an den Codepunkten U+1E92 (Großbuchstabe) und U+1E93 (Kleinbuchstabe).